# Martin Rueda
Martin Rueda (Zürich, 1963. január 9. –) svájci válogatott labdarúgó, edző.

## Pályafutása

### Klubcsapatban
Pályafutását a Grasshoppersben csapatában kezdte 1984-ben. 1986-ban a Wettingen igazolta le, ahol 5 évig játszott. 1991-ben a Luzern együtteséhez igazolt, mellyel 1992-ben megnyerte a Svájci Kupát. 1995 és 1998 között a Neuchâtel Xamax játékosa volt.

### A válogatottban
1993 és 1994 között 5 alkalommal szerepelt a svájci válogatottban. Részt vett az 1994-es világbajnokságon.

## Sikerei, díjai
Luzern
- Svájci kupa (1): 1991–92